# Abdullah Saeed
Pour les articles homonymes, voir Saeed.
 (juin 2015).
Si vous disposez d'ouvrages ou d'articles de référence ou si vous connaissez des sites web de qualité traitant du thème abordé ici, merci de compléter l'article en donnant les références utiles à sa vérifiabilité et en les liant à la section « Notes et références ».
Abdullah Saeed est professeur et chercheur australien en études islamiques, et professeur d'études arabes et islamiques à la Université de Melbourne. 

## Biographie
Abdullah Saeed est né aux Maldives. Il est diplômé de l 'Université islamique de Médine en 1986 avec un baccalauréat des arts en études arabes et islamiques. Il est titulaire d'un doctorat en études islamiques ainsi que d'une maîtrise des arts en linguistique appliquée de l'Université de Melbourne, décernés respectivement en 1992 et 1994.

## Publications

### Livres
- Reading the Qur'an in the Twenty-First Century: A Contextualist Approach, Routledge, 2013 | 208 pages |  (ISBN 978-0415677509)
- The Qur'an: An Introduction: Routledge, 2008 | 288 pages |  (ISBN 978-0415421256)
- Islamic Thought: An Introduction: Routledge, 2006 | 224 pages |  (ISBN 978-0415364096)
- Interpreting the Qur'an: Towards a Contemporary Approach: Routledge, 2005 | 208 pages |  (ISBN 978-0415365383)
- Freedom of Religion, Apostasy and Islam [with Hassan Saeed]: Ashgate Pub Ltd, 2004 | 227 pages |  (ISBN 978-0754630838)
- Islam in Australia: Allen & Unwin, 2003 | 240 pages |  (ISBN 978-1865088648)
- Essential Dictionary of Islamic Thought [with Muhammad Kamal and Christina Mayer]: Seaview Press, 2001 | 222 pages |  (ISBN 978-1740081573)
- Islamic Banking and Interest: A Study of the Prohibition of Riba in Islam and Its Contemporary Interpretation: Brill Academic Publishers, 
 1996 | 169 pages |  (ISBN 978-9004105652)

Monographies
- Islam and Belief: At Home with Religious Freedom: The Zephyr Institute, 2014 | 24 pages |  (ISBN 978-0-9851087-3-1)
- Muslim Australians: Their Beliefs, Practices and Institutions: Commonwealth of Australia, 2004 | 81 pages |  (ISBN 0-9756064-1-7)